# Max Bird
Pour les articles homonymes, voir Bird et Max Bird (football).
Maxime Déchelle, né à Tours le 26 mai 1990, est un humoriste, vulgarisateur scientifique et vidéaste français, connu sous le nom de scène de Max Bird. Ayant grandi entre l’hexagone et la Guyane, il se passionne pour l'ornithologie, puis il débute dans la comédie avant de créer, en 2016, sa chaîne sur YouTube, grâce à laquelle il devient populaire. Il est aussi militant écologiste.
En 2019, il devient chroniqueur pour l'émission radiophonique Par Jupiter ! sur France Inter. Il présente aussi C'est toujours pas sorcier, une émission de vulgarisation sur la plateforme de vidéo à la demande pour la jeunesse Okoo.

## Biographie
Né à Tours le 26 mai 1990, Maxime Déchelle est le fils d'un militaire de l'armée de l'air française. En 2005, ce dernier est muté à Kourou en Guyane, où il rencontre William Van de Walle (futur vidéaste connu sous le pseudonyme Doc Seven) et passe un baccalauréat scientifique. Passionné de biologie et, plus particulièrement, d'ornithologie (d'où son futur nom de scène), le jeune homme s'accorde une année sabbatique pour aller photographier les espèces animales de la forêt amazonienne.
En 2009, Maxime Déchelle se rend à Tours pour y poursuivre des études de biologie. Finalement, il décide de se consacrer au spectacle : après une formation au cours Florent, il se produit dès 2012 dans des théâtres parisiens. Notamment avec son premier spectacle sous son vrai patronyme dans Vélociraptor, gruyère et Jivaros, à tout juste 20 ans au Théâtre des Blancs Manteaux alors qu'il est encore élève au cours Florent. Il participe également à des compétitions d'humoristes telles que l'émission télévisée On n'demande qu'à en rire (saison 3).
Soutenu dans ses débuts par l'imitateur Gérald Dahan, Max Bird se démarque bientôt des autres jeunes artistes de stand-up en truffant de connaissances scientifiques les sketchs qu'il interprète avec une gestuelle exubérante à la Jim Carrey. Il remporte ainsi le grand prix du Festival national des humoristes de Tournon-sur-Rhône en 2014.
En 2015, il crée un one-man-show intitulé L'Encyclo-spectacle, produit par Pierre-Alexandre Vertadier. L'année suivante, il lance une chaîne de vidéos de vulgarisation scientifique sur YouTube afin de démystifier avec humour différentes idées reçues. Bénéficiant de la publicité de Doc Seven, il gagne en un weekend 100 000 abonnés. Dans l'une de ses vidéos, il invite l'un de ses modèles, Jamy Gourmaud, ancien présentateur de l'émission C'est pas sorcier. Max Bird sort son premier livre, Max Bird dézingue les idées reçues, en octobre 2017 chez First, un ouvrage qu'il présente comme complémentaire à sa chaîne YouTube, et qui se vend à 200 000 exemplaires. Il y compte 740 000 abonnés en mars 2021. Pour Noël 2018, le vidéaste sort un jeu de société au nom de Max Bird, le jeu, édité à 13 000 exemplaires.
Depuis 2016, il est membre de l'Académie Alphonse-Allais.
Max Bird souffre de dépression depuis 2022, ce qui le contraint à annuler sa tournée Sélection Naturelle, prévue pour 2023.
En septembre 2023, il revient en annonçant son nouveau spectacle intitulé J'essaie de comprendre, concept qu'il décrit comme "chamboulatoire".

## Engagement politique
En plus de sa carrière de comédien et de vidéaste, Max Bird milite pour la protection de l'environnement. En août 2018, il participe à un voyage en Tanzanie avec d'autres vidéastes (dont Doc Seven) dans le but de promouvoir le moteur de recherche Ecosia, qui participe à la reforestation. Au mois de septembre de la même année, il s'exprime dans une vidéo de sa série Idée reçue contre le projet d'exploitation minière Montagne d'or en Guyane. Il dénonce notamment une catastrophe écologique, des arguments pro-exploitation « bidons » et propose de « pren[dre] les mêmes subventions [pour créer] des emplois pérennes ». Il réitère son action pour dénoncer « espérance » dans une autre idée reçue.
En 2018, il participe avec de nombreuses autres personnalités médiatiques et quatre organisations non gouvernementales (qui déposent une plainte contre l'État pour inaction contre le réchauffement climatique) à la campagne de justice climatique L'Affaire du siècle. Il dénonce un État français irresponsable, la « pression des lobbyistes » et qu'aucune « mesure concrète » ne soit mise en place.

## Polémique
Une polémique a suivi la sortie de sa vidéo intitulée « IDÉE REÇUE #24 : L'homosexualité est contre-nature ? », qui disait expliquer l'homosexualité scientifiquement, en se basant sur la théorie du biologiste Jacques Balthazart. Cette vidéo a reçu de nombreuses critiques, certaines personnes, comme par exemple Odile Fillod, une chercheuse indépendante, l'accusant notamment de renforcer des préjugés sexistes ou homophobes, de déformer la théorie déjà controversée de Jacques Balthazart, tout en présentant le résultat comme un fait scientifique établi et d'invisibiliser les bisexuels. Max Bird se défend face aux accusations d'Odile Fillod en déclarant que si sa vidéo était véritablement néfaste, d'autres scientifiques seraient venus le contredire, qu'elle ne fait que démontrer la fragilité de certaines de ses affirmations sans réfuter sa théorie et que le travail d'Odile Fillod est utilisé dans des buts homophobes, alors que sa vidéo prône la tolérance.

## Ouvrages
- Max Bird dézingue les idées reçues, Paris, First éditions, 2017, 160 p. (ISBN 978-2-412-03044-8).
- Mythes et légendes cultes revisités avec amour par Max Bird  (ill. Nicolas Galkowski), First éditions, 2019, 208 p. (ISBN 978-2-4120-4880-1).